# Goodbye Blues
Goodbye Blues är The Hush Sounds tredje studioalbum som släpptes 18 mars 2008.

## Låtlista
1. "Intro"- 1:29
2. "Honey"- 3:39
3. "Medicine Man"- 3:23
4. "The Boys Are Too Refined"- 3:17
5. "Hurricane"- 3:12
6. "As You Cry"- 3:25
7. "Six" (Interlude)- 2:23
8. "Molasses"- 3:51
9. "That's Okay"- 3:18
10. "Not Your Concern"- 2:57
11. "Love You Much Better"- 3:17
12. "Hospital Bed Crawl"- 2:37
13. "Break the Sky"- 3:19